# Стипе Периця
Стипе Периця (хорв. Stipe Perica, нар. 7 липня 1995, Задар) — хорватський футболіст, нападник хорватського клубу «Рієка».
Виступав, зокрема, за клуби «Удінезе», «Вотфорд» та «Маккабі» (Тель-Авів), а також молодіжну збірну Хорватії.

## Клубна кар'єра
Народився 7 липня 1995 року в місті Задар. Вихованець футбольної школи клубу «Задар». Дорослу футбольну кар'єру розпочав 2012 року в основній команді того ж клубу, в якій провів один сезон, взявши участь у 20 матчах чемпіонату і забивши в них 8 голів. Привернув увагу скаутів лондонського «Челсі» і невдовзі після свого 18-річчя, у серпні 2013 року, перейшов до англійського клубу за майже 2,5 мільйона євро. Наступні півтора року провів у нідерландському «НАК Бреда», за який грав на правах оренди.
На початку 2015 року перейшов до італійського «Удінезе», де спочатку також грав на умовах оренди, а влітку 2016 року клуб з Удіне викупив контракт нападника за 4,5 мільйона євро. Протягом наступних двох років регулярно отримував ігровий час, проте не відзначався результативністю. Влітку 2018 року був відданий в оренду до «Фрозіноне», згодом на аналогічних правах грав у Туреччині за «Касимпашу» та в Бельгії за «Рояль Ексель Мускрон».
У вересні 2020 року став гравцем англійського «Вотфорда», у складі якого також не став гравцем основного складу і за рік знову змінив клубну прописку, уклавши річний контракт з ізраїльським «Маккабі» (Тель-Авів).
У вересні 2024 року на правах вільного агента Стипе Периця приєднався до хорватського клубу «Рієка».

## Виступи за збірні
2012 року дебютував у складі юнацької збірної Хорватії (U-19), загалом на юнацькому рівні взяв участь у 4 іграх. У складі команди 20-річних був учасником Молодіжного чемпіонату світу 2013, на якому відзначився забитим голом, а хорвати перемогли у групі, але припинили боротьбу вже в 1/8 фіналу турніру.
Протягом 2013—2016 років залучався до складу молодіжної збірної Хорватії. На молодіжному рівні зіграв у 12 офіційних матчах, забив 8 голів.

## Статистика виступів

### Статистика клубних виступів
Станом на 22 лютого 2020
| Сезон                 | Команда                | Чемпіонат             | Чемпіонат | Чемпіонат | Національний кубок | Національний кубок | Національний кубок | Континентальні кубки | Континентальні кубки | Континентальні кубки | Інші змагання | Інші змагання | Інші змагання | Усього | Усього |
| Сезон                 | Команда                | Ліга                  | Ігор      | Голів     | Ліга               | Ігор               | Голів              | Ліга                 | Ігор                 | Голів                | Ліга          | Ігор          | Голів         | Ігор   | Голів  |
| --------------------- | ---------------------- | --------------------- | --------- | --------- | ------------------ | ------------------ | ------------------ | -------------------- | -------------------- | -------------------- | ------------- | ------------- | ------------- | ------ | ------ |
| 2012–13               | «Задар»                | 1. ХФЛ                | 20        | 8         | КХ                 | 4                  | 2                  | -                    | -                    | -                    | -             | -             | -             | 24     | 10     |
| 2013–14               | «НАК Бреда»            | ЕД                    | 25        | 6         | КН                 | 1                  | 0                  | -                    | -                    | -                    | -             | -             | -             | 26     | 6      |
| 2014-січ. 2015        | «НАК Бреда»            | ЕД                    | 10        | 3         | КН                 | 1                  | 0                  | -                    | -                    | -                    | -             | -             | -             | 11     | 3      |
| Усього за «НАК Бреда» | Усього за «НАК Бреда»  | Усього за «НАК Бреда» | 35        | 9         |                    | 2                  | 0                  |                      | -                    | -                    |               | -             | -             | 37     | 9      |
| січ.-черв. 2015       | «Удінезе»              | A                     | 9         | 1         | КІ                 | 0                  | 0                  | -                    | -                    | -                    | -             | -             | -             | 9      | 1      |
| 2015–16               | «Удінезе»              | A                     | 11        | 2         | КІ                 | 2                  | 1                  | -                    | -                    | -                    | -             | -             | -             | 13     | 3      |
| 2016–17               | «Удінезе»              | A                     | 27        | 6         | КІ                 | 0                  | 0                  | -                    | -                    | -                    | -             | -             | -             | 27     | 6      |
| 2017–18               | «Удінезе»              | A                     | 22        | 1         | КІ                 | 0                  | 0                  | -                    | -                    | -                    | -             | -             | -             | 22     | 1      |
| Усього за «Удінезе»   | Усього за «Удінезе»    | Усього за «Удінезе»   | 69        | 10        |                    | 2                  | 1                  |                      | -                    | -                    |               | -             | -             | 71     | 11     |
| 2018-січ. 2019        | «Фрозіноне»            | A                     | 7         | 0         | КІ                 | 1                  | 0                  | -                    | -                    | -                    | -             | -             | -             | 8      | 0      |
| січ.-черв. 2019       | «Касимпаша»            | СЛ                    | 12        | 2         | КТ                 | 2                  | 0                  | -                    | -                    | -                    | -             | -             | -             | 14     | 2      |
| 2019–20               | «Рояль Ексель Мускрон» | ПЛ                    | 15        | 7         | КБ                 | 1                  | 1                  | -                    | -                    | -                    | -             | -             | -             | 16     | 8      |
| Усього за кар'єру     | Усього за кар'єру      | Усього за кар'єру     | 158       | 36        |                    | 12                 | 4                  |                      | -                    | -                    |               | -             | -             | 170    | 40     |